# Marion Zimmer Bradley
Marion Eleanor Zimmer Bradley, född 3 juni 1930 i Albany, New York, död 25 september 1999, var en amerikansk science fiction-, skräck- och fantasyförfattare, ofta med en feministisk vinkling. Hon hann skriva ett femtiotal romaner under sin levnad.

## Biografi
Bradley började skriva fantasy i tonåren, och hade vid 15 års ålder redan fullbordat fyra romaner. Hon var då även fanzineskribent. 1953 sålde hon sin första novell Women Only till tidskriften Vortex. Hon romandebuterade 1961 med science fiction-romanen The Door Through Space. 1962 började hon skriva på sin Darkover-serie, som slutligen omfattar ett tjugotal science fantasyromaner.
Hennes mest kända verk är förmodligen Avalons dimmor från 1979 som gjorde henne internationellt känd. Detta var hennes egen delvis feministiska version av myten om Kung Arthur Pendragon, där hon lägger tyngdpunkten på Morgaine och Guinevere. Bradley gjorde fler nytolkningar av gamla myter. I Facklan tolkas händelserna i Iliaden ur Kassandras synvinkel, vilket bland annat innebär att Akilles framstår som en blodtörstig psykopat. Kvinnlig frigörelse var viktigt för Bradley så 1984 startade hon en egen fantasytidskrift för att lyfta fram nya, främst kvinnliga, förmågor.
1999 dog Marion Zimmer Bradley av stroke.

### Böcker utgivna i Sverige
Avalonserien
- Avalons dimmor (original titel 'Mists of Avalon') (1987, 1996)
- Albions skogar (orig. 'Forest House') (1997)
- Avalons härskarinna (orig. 'Lady of Avalon') (1997)

Darkover
- Stormens drottning (orig. 'Stormqueen!') (Replik 1998)
- Hökmästarinnan (orig. 'Hawkmistress!') (Replik 1999)
- Två erövrare (orig. 'Two to Conquer') (Replik 2000)

Övrigt
- Förbannelsen (orig. 'Dark Satanic') (1974)
- Facklan (orig. 'The Firebrand') (1992)
- Magikerns dotter (orig. 'Witchlight') (1998)

### Fullständigare verklista

#### Romaner
- Falcons of Narabedla (1957)
- The Door Through Space (1961])
- Seven from the Stars (1961)
- The Colors Of Space (1963)
- Castle Terror (1965)
- Souvenir of Monique (1967)
- Bluebeard's Daughter (1968)
- The Brass Dragon (1970)
- In the Steps of the Master - The Sixth Sense #2 (1973) (baserad på TV-serien The Sixth Sense av Anthony Lawrence)
- The Jewel of Arwen (1974) (långnovell)
- The Parting of Arwen (1974) (långnovell)
- Can Ellen Be Saved? (1975) (adaption av en TV-pjäs av Emmett Roberts)
- The Endless Voyage (1975)
- Drums of Darkness (1976)
- Ruins of Isis (1978)
- The Catch Trap (1979)
- The Endless Universe (1979) (omskriven utgåva av The Endless Voyage)
- The House Between the Worlds (1980)
- Survey Ship (1980)
- The Colors Of Space (1983) (oavkortad utgåva)
- Night's Daughter (1985)
- Warrior Woman (1987)
- The Firebrand (1987)
- Black Trillium (1990) (med Julian May och Andre Norton)
- Lady of the Trillium (1995) (med Elisabeth Waters)
- Tiger Burning Bright (1995) (med Mercedes Lackey och Andre Norton)
- The Gratitude of Kings (1997) (med Elisabeth Waters)

#### Novellsamlingar
- The Dark Intruder and Other Stories (1964)
- The Best of Marion Zimmer Bradley (1985)
- Jamie and Other Stories (1988)

#### Serier
- Atlantean-serien
  - Web of Light (1983)
  - Web of Darkness (1983)
  - The Fall of Atlantis (1987) (samlingsutgåva av Web of Light och Web of Darkness)

- Avalonserien
  - Avalons dimmor (The Mists of Avalon) (1979)
  - The Forest House (1993) (med Diana L. Paxson) (även känd som The Forests of Avalon)
  - Mistress of Magic (ljudbok-utgåva av The Mists of Avalon, del 1) (1994)
  - The High Queen (ljudbok-utgåva av The Mists of Avalon, del 2) (1994)
  - The King Stag (ljudbok-utgåva av The Mists of Avalon, del 3) (1994)
  - The Prisoner in the Oak (ljudbok-utgåva av The Mists of Avalon, del 4) (1994)
  - Lady of Avalon (1997) (med Diana L. Paxson)
  - Priestess of Avalon (2000) (med Diana L. Paxson)
  - Ancestors of Avalon (2004) (skriven av Diana L. Paxson)
  - Ravens of Avalon (utkommer 2008) (skriven av Diana L. Paxson)

- Colin McLaren-serien
  - The Inheritor (1984)
  - Dark Satanic (1988) (ursprungligen publicerat redan 1972 av Berkley, NY)
  - Witch Hill (1990) (möjligen publicerat redan 1972 av Greenleaf med pseudonymen Valerie Graves)
  - Heartlight (1998)

- Shadow's Gate-serien (med Rosemary Edghill)
  - Ghostlight (1995)
  - Witchlight (1996)
  - Gravelight (1997)
  - Heartlight (1998)

- Darkover-serien
  - The Planet Savers (1958)
  - The Sword of Aldones (1962)
  - The Bloody Sun (1964)
  - Star of Danger (1965)
  - Winds of Darkover (1970)
  - World Wreckers (1971)
  - Darkover Landfall (1972)
  - The Spell Sword (1974) (med Paul Edwin Zimmer (utan tillägnan))
  - The Heritage of Hastur (1975)
  - The Shattered Chain (1976)
  - The Forbidden Tower (1977)
  - Stormqueen! (1978)
  - The Bloody Sun (1979) omskriven och utvidgad utgåva
  - Two To Conquer (1980)
  - Sharra's Exile (1981)
  - Hawkmistress! (1982)
  - Thendara House (1983)
  - City of Sorcery (1984)
  - The Heirs of Hammerfell (1989)
  - Rediscovery (1993) (med Mercedes Lackey)
  - Exile's Song (1996) (med Adrienne Martine-Barnes)
  - The Shadow Matrix (1997) (med Adrienne Martine-Barnes)
  - Traitor's Sun (1999) (med Adrienne Martine-Barnes)
  - The Clingfire trilogy
    - The Fall of Neskaya (2001) (med Deborah J. Ross)
    - Zandru's Forge (2003) (med Deborah J. Ross)
    - A Flame in Hali (2004) (med Deborah J. Ross)

  - Modern Darkover (även känd som The Children of Kings trilogy) (huvudförfattare Deborah J. Ross)
    - The Alton Gift (2007)
    - Hastur Lord (2010) (huvudförfattare Deborah J. Ross) (samma bok som tidigare var annonserad med namn 'The Reluctant King')
    - The Children of Kings (2013) (huvudförfattare Deborah J. Ross)[1]

  - Thunderlord! (annonserad)
  - Samlingsutgåvor
    - The Children of Hastur (samlingsutgåva av The Heritage of Hastur och Sharra's Exile) (1982)
    - The Oath of Renuciates (samlingsutgåva av The Shattered Chain och Thendara House) (1984)
    -  The Darkover Saga (ett slipcase-set innehållande Hawkmistress!, Sharra's Exile, The Shattered Chain, Stormqueen! och Sword of Chaos) (1984)
    -  The Ages of Chaos (samlingsutgåva av Stormqueen! och Hawkmistress!) (2002)
    -  The Forbidden Circle (samlingsutgåva av The Spell Sword och The Forbidden Tower) (2002)
    -  Heritage And Exile (samlingsutgåva av The Heritage of Hastur och Sharra's Exile) (2002)
    -  The Saga of the Renunciates (samlingsutgåva av The Shattered Chain, Thendara House och City of Sorcery) (2002)
    - A World Divided (samlingsutgåva av Star of Danger, Winds of Darkover och The Bloody Sun) (2003)
    - First Contact (samlingsutgåva av Darkover Landfall och Two to Conquer) (2004)
    - To Save a World (samlingsutgåva av The Planet Savers och World Wreckers) (2004)

- Glenraven-serien (med Holly Lisle)
  - Glenraven (1996)
  - In the Rift (1998)

- Survivors-serien (med Paul Edwin Zimmer)
  - Hunters of the Red Moon (1973)
  - The Survivors (1979)

#### Antologier
- Best of Marion Zimmer Bradley's Fantasy Magazine, vol. I (1994) (med Elisabeth Waters)
- Best of Marion Zimmer Bradley's Fantasy Magazine, vol. II (1995) (med Elisabeth Waters)

- Darkover-antologin (redigerad av Marion Zimmer Bradley, med några av hennes noveller, men mest av andra författare)
  - The Keeper's Price (1980)
  - Sword of Chaos (1982)
  - Free Amazons of Darkover (1985)
  - Other Side of the Mirror (1987)
  - Red Sun of Darkover (1987)
  - Four Moons of Darkover (1988)
  - Domains of Darkover (1990)
  - Leroni of Darkover (1991)
  - Renunciates of Darkover (1991)
  - Marion Zimmer Bradley's Darkover (antologi) (1993)
  - Towers of Darkover (antologi) (1993)
  - Snows of Darkover (antologi) (1994)

- Greyhaven (med Paul Edwin Zimmer) (1983)

- Lythande (1986) (med Vonda N. McIntyre)

- Marion Zimmer Bradley's Fantasy Worlds (1998)

- Spells of Wonder (Sword and Sorceress 5.5) (1989)

- Sword and Sorceress series volym I-XXI (1984-2004) (redigerad av Marion Zimmer Bradley, efter hennes död av Elisabeth Waters och Diana L. Paxson)

#### Romaner underpseudonym
- Som Lee Chapman
  - I am a Lesbian (1962)
- Som John Dexter
  - No Adam for Eve (1966)
- Som Miriam Gardner
  - My Sister, My Love (1963)
  - Twilight Lovers (1964)
  - The Strange Women (1967)
- Som Morgan Ives
  - Spare Her Heaven (1963)
  - Anything Goes (1964)
  - Knives of Desire (1966)

#### Lyrik
- The Maenads (1978)

#### Lärda verk
- Bradley, M.Z. "Feminine equivalents of Greek Love in modern fiction". International Journal of Greek Love, Vol.1, No.1. (1965). Sid. 48-58.
- Checklist: A complete, cumulative checklist of lesbian, variant, and homosexual fiction in English (1960).
- A Gay Bibliography (1975).
- The Necessity for Beauty: Robert W. Chambers & the Romantic Tradition (1974)

Marion Zimmer Bradley bidrog även i The Ladder och The Mattachine Review.

## Musik
- Songs from Rivendell ("The Rivendell Suite") musik och arrangemang för flera dikter från romanen The Lord of the Rings av J.R.R. Tolkien (1960)

## Roll som förläggare
- The Darkover Newsletter (1975 till tidigt 1990-tal)
- Starstone Darkoverfanzine (5 publikationer 1978-1982)
- Marion Zimmer Bradley's Fantasy Magazine (50 publikationer 1988-2000)